# 한국화학관련학회연합회
한국화학관련학회연합회는 국내화학관련분야 학회들이 상호협력을 통한 공동 발전을 도모하고 학술활동 등 주요 사업을 지원하며 대한민국 화학산업기술의 발전과 보급에 기여함을 목적으로 1999년 10월 13일 설립허가된 대한민국 미래창조과학부 소관의 사단법인이다. 사무실은 서울특별시 성북구 안암로 119 한국화학회관 3층 (우 02856)에 있다.